# Weltmeisterschaften im Trampolinturnen 2007
Die 25. Turn-Weltmeisterschaften im Trampolinturnen fanden 2007 in Québec, Kanada statt.

## Ergebnisse

### Männer Einzel
| Rang | Land                | Turner          |
| ---- | ------------------- | --------------- |
|      | Volksrepublik China | Ye Shuai        |
|      | Volksrepublik China | Dong Dong       |
|      | Japan               | Yasuhiro Ueyama |

### Männer Team
| Rang | Land                | Turner                                                        |
| ---- | ------------------- | ------------------------------------------------------------- |
|      | Volksrepublik China | Dong Dong Lu Chunlong Tu Xiao Ye Shuai                        |
|      | Japan               | Shunsuke Nagasaki Masaki Itō Tetsuya Sotomura Yasuhiro Ueyama |
|      | Frankreich          | Michael Jala Sébastien Martiny David Martin Gregore Pennes    |

### Synchron Männer
| Rang | Land       | Turner                           |
| ---- | ---------- | -------------------------------- |
|      | Japan      | Tetsuya Sotomura Yasuhiro Ueyama |
|      | Australien | Scott Brown Ben Wilden           |
|      | Schweiz    | Michel Boillet Ludovic Martin    |

### Doppel Mini-Trampolin Männer
| Rang | Land               | Turner          |
| ---- | ------------------ | --------------- |
|      | Russland           | Kiril Iwanow    |
|      | Kanada             | Denis Vachon    |
|      | Vereinigte Staaten | Kalon Ludvigson |

### Doppel Mini-Trampolin Team Männer
| Rang | Land                   | Turner                                                              |
| ---- | ---------------------- | ------------------------------------------------------------------- |
|      | Russland               | Alexei Ilischew Kiril Iwanow Alexei Borowikow Jewgeni Tschernojanow |
|      | Vereinigte Staaten     | Stephen Raymond Kalon Ludvigson Andrew Muzzarelli Josh Vance        |
|      | Vereinigtes Königreich | Michael Scott-Beaulieu Toby Eager Domonic Swaffer Matthew Swaffer   |

### Tumbling Männer
| Rang | Land                | Turner           |
| ---- | ------------------- | ---------------- |
|      | Russland            | Andrei Krylow    |
|      | Volksrepublik China | Huanian Pan      |
|      | Belarus             | Sergei Artemenko |

### Tumbling Team Männer
| Rang | Land                | Turner                                                                    |
| ---- | ------------------- | ------------------------------------------------------------------------- |
|      | Russland            | Alexander Gontscharow Andrei Krylow Alexander Dramaretsky Wassili Kirilow |
|      | Volksrepublik China | Huanian Pan Yang Song Wang Jiexu Zhenqiu Li                               |
|      | Belarus             | Andrei Kabischew Sergei Artemenko Sergei Primakou Dmitri Daraschuk        |

### Damen Einzel
| Rank | Land                | Turnerin            |
| ---- | ------------------- | ------------------- |
|      | Russland            | Irina Karawajewa    |
|      | Volksrepublik China | Huang Shanshan      |
|      | Kanada              | Rosannagh MacLennan |

### Damen Team
| Rank | Land                | Turnerin                                                                     |
| ---- | ------------------- | ---------------------------------------------------------------------------- |
|      | Volksrepublik China | Huang Shanshan Dan Luo Zhong Xingping He Wenna                               |
|      | Kanada              | Karen Cockburn Brenna Casey Rosannagh MacLennan Sarah Charles                |
|      | Russland            | Irina Karawajewa Natalia Tschernowa Natalia Kolesnikowa Galina Gontscharenko |

### Synchron Damen
| Rang | Land     | Turner                              |
| ---- | -------- | ----------------------------------- |
|      | Kanada   | Karen Cockburn Rosannagh MacLennan  |
|      | Russland | Irina Karawajewa Natalia Tschernowa |
|      | Ukraine  | Julia Domschewska Olena Mowtschan   |

### Doppel Mini-Trampolin Damen
| Rang | Land               | Turner        |
| ---- | ------------------ | ------------- |
|      | Kanada             | Sarah Charles |
|      | Kanada             | Julie Warnock |
|      | Vereinigte Staaten | Kaci Barry    |

### Doppel Mini-Trampolin Team Damen
| Rang | Land               | Turner                                                                         |
| ---- | ------------------ | ------------------------------------------------------------------------------ |
|      | Russland           | Anastasia Welitschko Victoria Woronina Swetlana Balandina Galina Gontscharenko |
|      | Kanada             | Julie Warnock Sarah Charles Kelsi Semeschuk Meredith Reynolds                  |
|      | Vereinigte Staaten | Aubree Balkan Kaci Barry Sarah Prosen                                          |

### Tumbling Damen
| Rang | Land     | Turner             |
| ---- | -------- | ------------------ |
|      | Russland | Anna Korobeinikowa |
|      | Ukraine  | Jelena Chabanenko  |
|      | Russland | Anastasia Isupowa  |

### Tumbling Team Damen
| Rang | Land                   | Turner                                                                        |
| ---- | ---------------------- | ----------------------------------------------------------------------------- |
|      | Vereinigte Staaten     | Yulia Hall Kaitlin Tortorich Susannah Johnson Leanne Seitzinger               |
|      | Russland               | Anastasia Isupowa Jekaterina Reynbakh Anzhelika Soldatkina Anna Korobeinikowa |
|      | Vereinigtes Königreich | Sarah Turner Zoe LacLean Laura Houson Samantha Palmer                         |

### Medaillenspiegel
| Rang | Nation                 | Gold | Silber | Bronze | Gesamt |
| ---- | ---------------------- | ---- | ------ | ------ | ------ |
| 1    | Russland               | 7    | 2      | 2      | 11     |
| 2    | Volksrepublik China    | 3    | 4      | -      | 7      |
| 3    | Kanada                 | 2    | 4      | 1      | 7      |
| 4    | Vereinigte Staaten     | 1    | 1      | 3      | 5      |
| 5    | Japan                  | 1    | 1      | 1      | 3      |
| 6    | Ukraine                | -    | 1      | 1      | 2      |
| 7    | Australien             | -    | 1      | -      | 1      |
| 8    | Vereinigtes Königreich | -    | -      | 2      | 2      |
| 8    | Belarus                | -    | -      | 2      | 2      |
| 10   | Schweiz                | -    | -      | 1      | 1      |
| 10   | Frankreich             | -    | -      | 1      | 1      |